# آنیر-سور-وگر
آنیر-سور-وگر (به فرانسوی: Asnières-sur-Vègre) یک کمون در فرانسه است که در سارت (فرانسه) واقع شده‌است. آنیر-سور-وگر ۱۲٫۶۴ کیلومتر مربع مساحت دارد.